# Jošiteru Jamašita
Jošiteru Jamašita (* 21. listopadu 1977) je bývalý japonský fotbalista.

## Reprezentační kariéra
Jošiteru Jamašita odehrál 3 reprezentační utkání. S japonskou reprezentací se zúčastnil Konfederačního poháru FIFA 2001.

## Statistiky
| Japonsko | Japonsko | Japonsko |
| Roky     | Záp.     | Góly     |
| -------- | -------- | -------- |
| 2001     | 2        | 0        |
| 2002     | 0        | 0        |
| 2003     | 1        | 0        |
| Celkem   | 3        | 0        |